# Alpine A523
Az Alpine A523 egy Formula–1-es versenyautó, melyet az Alpine F1 Team tervezett és versenyeztetett a 2023-as Formula–1 világbajnokság során. Pilótái Esteban Ocon és a csapathoz újonnan érkező Pierre Gasly voltak.

## Áttekintés
Fernando Alonso az előző idény végén távozott a csapattól, ráadásul a korábban az ülése várományosaként tekintett Oscar Piastri is otthagyta őket botrányos körülmények között, ezért az Alpine leigazolta Pierre Gaslyt. Ezzel az is volt a céljuk, hogy francia nemzeti csapatot hozzanak létre: francia tulajdonos, francia motor, francia pilóták.
Apró szépséghiba volt, hogy a csapat főhadiszállása az angliai Enstone-ban volt, a motorgyártó üzem pedig a franciaországi Viry-Châtillonban, ez pedig nehézségeket okozott. Abban az idényben is már csak az Alpine használta a Renault motorjait (melyeket a Mecachrome szerelt össze), amik gyengébbek voltak, mint a riválisok erőforrásai. Emiatt a várt eredmények is elmaradtak, nemhogy javulás, hanem inkább visszalépés volt megfigyelhető az előző évhez képest. Szezon közben ráadásul a teljes vezetőséget lecserélték, beleértve Laurent Rossi igazgatót, Otmar Szafnauer csapatfőnököt, Alan Permane sportigazgatót és Pat Fry vezető tervezőt.
A kaotikus körülmények ellenére a két pilóta tisztességgel helytállt, és dobogós helyezéseket is szereztek. A japán nagydíjon aztán köztük is konfliktus alakult ki, miután a verseny hajrájában teljesen érthetetlen módon csapatutasításra helyet kellett cserélniük - ez a pontversenyben nem járt se az Alpine, sem a kedvezményezett Ocon szempontjából előnnyel, ellenben Gasly kárvallottja lett, mert megelőzhette volna Lance Strollt a bajnoki küzdelemben.
Az autó festése maradt az előző évi: mélykék, a főszponzor BWT rózsaszínjével. Az idény első három versenyén szinte teljesen rózsaszín autóval versenyeztek.

## Eredmények
| Év   | Csapat             | Motor               | Gumik | Pilóták | Futamok | Futamok | Futamok | Futamok | Futamok | Futamok | Futamok | Futamok | Futamok | Futamok | Futamok | Futamok | Futamok | Futamok | Futamok | Futamok | Futamok | Futamok | Futamok | Futamok | Futamok | Futamok | Pontok | Helyezés |
| Év   | Csapat             | Motor               | Gumik | Pilóták | BHR     | SAU     | AUS     | AZE     | MIA     | MON     | ESP     | CAN     | AUT     | GBR     | HUN     | BEL     | NED     | ITA     | SIN     | JPN     | QAT     | USA     | MXC     | SAP     | LVG     | ABU     | Pontok | Helyezés |
| ---- | ------------------ | ------------------- | ----- | ------- | ------- | ------- | ------- | ------- | ------- | ------- | ------- | ------- | ------- | ------- | ------- | ------- | ------- | ------- | ------- | ------- | ------- | ------- | ------- | ------- | ------- | ------- | ------ | -------- |
| 2023 | BWT Alpine F1 Team | Renault E-Tech RE23 | P     | Gasly   | 9       | 9       | 13 †    | 14      | 8       | 7       | 10      | 12      | 10      | 18 †    | KI      | 11      | 3       | 15      | 6       | 10      | 12      | 6 7     | 11      | 7       | 11      | 13      | 120    | 6.       |
| 2023 | BWT Alpine F1 Team | Renault E-Tech RE23 | P     | Ocon    | KI      | 8       | 14 †    | 15      | 9       | 3       | 8       | 8       | 14      | KI      | KI      | 8       | 10      | KI      | KI      | 9       | 7       | KI      | 10      | 10      | 4       | 12      | 120    | 6.       |

- † – Nem fejezte be a futamot, de rangsorolva lett, mert teljesítette a versenytáv 90%-át.
- Ocon az osztrák sprintfutamon 2 pontot szerzett.
- Gasly a belga sprintfutamon 6, az amerikain 2 pontot szerzett.

## Fordítás
- Ez a szócikk részben vagy egészben  az   Alpine A523 című angol Wikipédia-szócikk ezen változatának fordításán alapul.  Az eredeti cikk szerkesztőit annak laptörténete sorolja fel. Ez a jelzés csupán a megfogalmazás eredetét és a szerzői jogokat jelzi, nem szolgál a cikkben szereplő információk forrásmegjelöléseként.